# 妙延寺 (練馬区)
妙延寺（みょうえんじ）は、東京都練馬区東大泉3丁目にある日蓮宗の寺院。旧本山は大本山法華経寺、達師法縁。

## 歴史
当寺院は、日宣によって永禄11年(1568年)に開かれた。開基は加藤作右衛門という人物で、後に日安という僧になった人物である。
またかつて当地域の信仰の中心となっていた三十番神像も祀っている。
当寺院は江戸時代から寺子屋教育がさかんで、明治時代には現在の練馬区立大泉小学校の前身となる明倫学校が境内に開設された。
現在の本堂は、1965年のもの。また、境内には東京都保存指定の銀杏の木がある。
2006年には山門その他が一新された。それと同時に「妙延寺ゆうわ会館」という施設が境内に作られ、町会のイベントや各種サークル活動などに幅広く活用されている。

## 主な施設

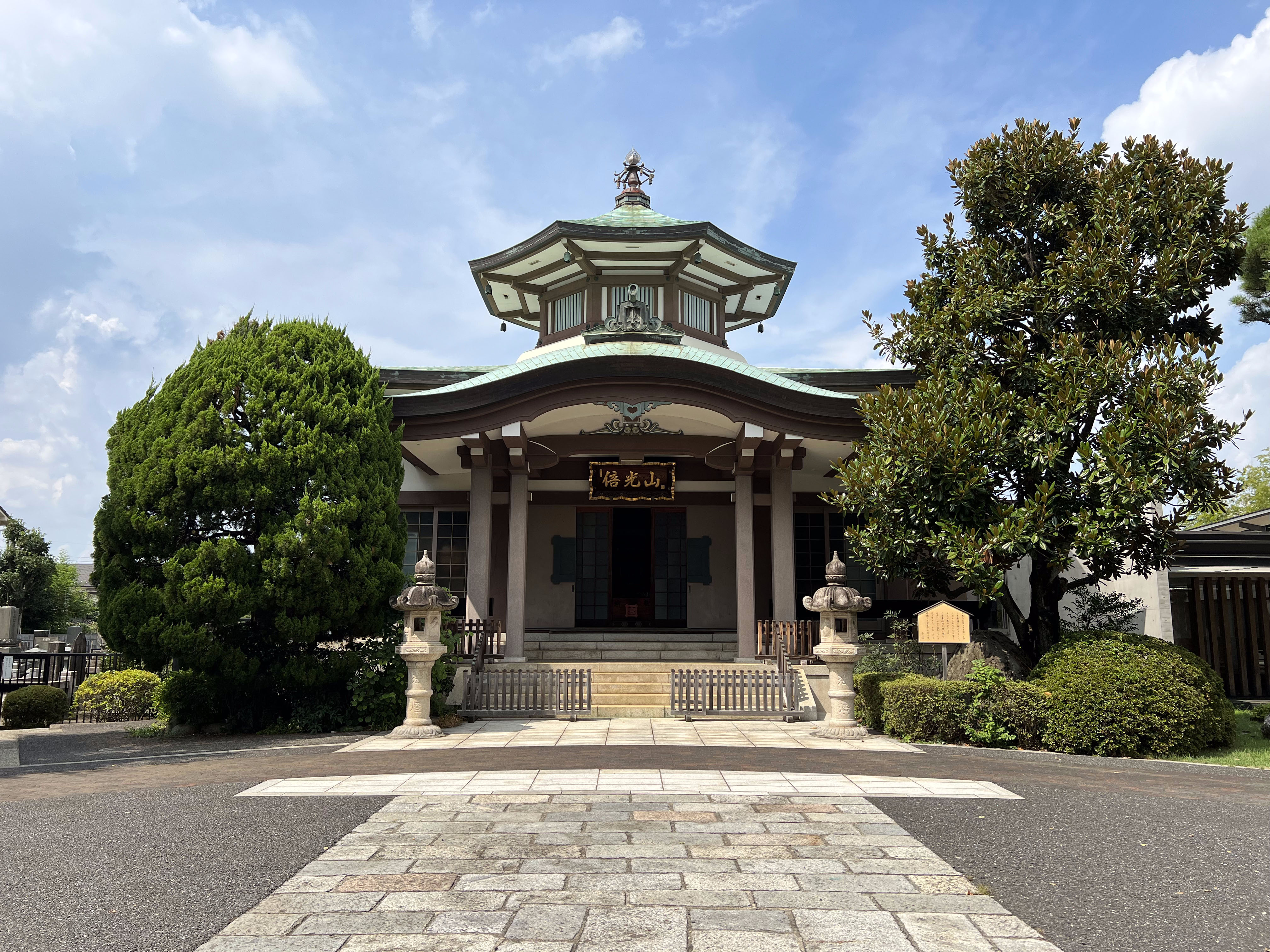
本堂
- 題目供養塔
- 庚申塔
- 馬頭観音
- 地蔵尊
- 墓地

- 本堂

## アクセス
- 西武池袋線大泉学園駅北口より徒歩3分。
- 拝観は無料。日中の時間帯のみ受け付け。